# Love Panic！
《Love Panic！》（日语：恋だ！パニック）是日本女性歌手高橋洋子的單曲。1993年10月21日由環球唱片（舊名Kitty Record）發行。

## 解說
《Love Panic！》是高橋洋子1991年以本名名義出道之後，再度以「YAWMIN」名義發行的第2張單曲，同名標題曲曾被OVA《亂馬1/2》選為片頭主題曲使用。並收錄在與《亂馬1/2》角色聲優（早乙女亂馬（聲優：山口勝平）、天道茜（聲優：日高範子）、天道靡（聲優：高山南）、天道霞（聲優：井上喜久子））的井戶端雜談之訪談紀錄「新·咒泉鄉端會議錄」中。

## 收錄歌曲
1. Love Panic！
  - 作詞、作曲：YAWMIN，編曲：中村
  - OVA《亂馬1/2》片頭主題歌曲
2. Love Panic！ (off vocal)
3. 新·咒泉鄉端會議錄 其4
4. 新·咒泉鄉端會議錄 其5
5. 新·咒泉鄉端會議錄 其6